# Johann Friedrich Winkelmann
Johann Friedrich Winkelmann (* 1772 in Hannover; † 1821 ebenda) war ein deutscher Maler.

## Leben
Dank eines Stipendiums König Georgs III. konnte Winkelmann in Leipzig bei Adam Friedrich Oeser und in Dresden bei Anton Graff studieren. Als Miniaturmaler war er unter anderem in Prag, Wien und Warschau tätig, auch ein Jahr in Dresden bei Josef Mathias Grassi und in Paris, wo er Jacques-Louis Davids Reiterbild Bonapartes kopierte. In den Jahren von etwa 1800 bis 1812 wirkte er in Hamburg (hier fast fünf Jahre) sowie in Hannover, Bremen und Kopenhagen, von 1813 bis zu seinem Tod in Hannover.
Winkelmann galt als vielbeschäftigter Schnellmaler. Über 1000 Bildnisse soll er gemalt haben, auch große Familienporträts, mythologische Szenen, Historien und Landschaften. Da er seine Arbeiten nicht signierte, fällt deren Zuordnung schwer.